# Ралф Хартли
Ралф Винтон Лион Хатли (енгл. Ralph Vinton Lyon Hartley; Спрус, 30. новембар 1888 — Њу Џерзи, 1. мај 1970) је био истраживач на пољу електронике. Он је открио Хартлијев осцилатор и Хартлијеву трансформацију и допринео је темељима теорије информације.

## Биографија
Хартли је рођен на планини Спрус у Невади, САД и похађао је Универзитет у Јути, где је дипломирао 1909. године. Постао је стипендиста Роудс стипендије на Колеџу светог Јована, Оксфорд универзитет 1910. године, а дипломирао је на друштвеним наукама 1912. и на природним наукама 1913. године. Оженио се са Флоренс Вејл из Бруклина 21. марта 1916. године.
Вратио се у Сједињене Државе и запослио се у истраживачкој лабораторији Вестерн електрик компаније. Године 1915, био је главни за развој радио пријемника за прекоатлантске радиотелефонске тестове Бел системса. За те сврхе развио је Хартлијев осцилатор; патент за тај осцилатор поднет је 1. јуна 1915. године, а додељен је 26. октобра 1920. године.
Током Првог светског рата, Хартли је успоставио принципе који су довели до проналаска радио локатора.
После рата, вратио се у Вестерн електрик, а касније је радио у Беловим лабораторијама. Истраживао је на пољима регенерације и преноса гласа и формулисао је закон "да је укупна количина информација која се може пренети пропорционална распону фреквенција које се преносе и времену преноса." После око 10 година болести, вратио се у Белове лабораторије 1939. године као консултант.
Током Другог светског рата, посебно се укључио у проблематику сервомеханизма. Године 1950, повукао се из Белових лабораторија и отишао је у пензију, а 1. маја 1970. године је умро.

## Награде
- IRE Орден части, 1946, за свој осцилатор и закон о пропорционалности информација. Ово је била награда Института радио инжењера који се касније припојио Институту инжењера електрике и електронике, а награда је постала IEEE Орден части.
- Члан Америчке асоцијације за побољшање науке

## Радови
- , јул 1928,
- , јануар 1955,
- , 10. август 1955, подаци о раду непознати.
- , 11. јануар 1956, подаци о раду непознати.
- (само апстракт)
- , јул 1936,